# يوسوكي كوبوري
يوسوكي كوبوري (باليابانية: 小堀佑介) مواليد 11 أكتوبر 1981 في يوتسوكيدو، اليابان، هو ملاكم محترف ياباني سابق صنّف ضمن فئة الوزن الخفيف. حقق بطولة رابطة الملاكمة العالمية.

## إحصائيات
خاض خلال مسيرته 27 نزالا، فاز في 23 وتعادل في 1 وخسر في 3. فاز بالضربة القاضية في 12 نزالا.

## روابط خارجية
- يوسوكي كوبوري على موقع بوكس ريك (الإنجليزية) (registration required)